# Rigler Gusztáv
Rigler Gusztáv, teljes nevén Rigler Gusztáv Jenő Imre (Dunamocs, 1868. november 4. – Budapest, Józsefváros, 1930. augusztus 20.) orvos, higiénikus, tanszékvezető egyetemi tanár.
Közegészségtani tankönyvek és gyakorlati kézikönyvek írásával segítette a járványok leküzdését és a járványos betegségek megelőzését.

## Életpályája
Rigler Ignác (1829–1870) érsekségi uradalmi ispán és Losteiner Erzsébet fiaként született. Apját korán elvesztette, anyja újból férjhez ment. 
Középiskolai tanulmányait 1878 és 1886 között a Pannonhalmi Szent Benedek-rend Esztergomi Főgimnáziumában végezte, majd felvételt nyert a Budapesti Tudományegyetem Orvostudományi Karára, ahol 1892. június 30-án avatták orvosdoktorrá.
1891 februárjától a Budapesti Tudományegyetem Közegészségtani Intézetébe került mint díjtalan gyakornok. Ugyanezen év júniusától díjas gyakornokká, október 1-től tanársegéddé nevezték ki. 1897-ben az egészségtani vizsgálatok módszerei, különös tekintettel a tisztiorvosi vizsgálatokra című témakörből egyetemi magántanárrá habilitálták. 
1899. szeptember 12-én megbízták a Kolozsvári Magyar Királyi Ferenc József Tudományegyetem Közegészségtani Intézetének vezetésével. Az 1906/1907-es és az 1914/1915-ös tanévekben az Orvostudományi Kar dékánjává, 1917/1918-ban az egyetem rektorává választották.
A trianoni békeszerződés után ő is Szegeden folytatta tovább a tevékenységét 1921-ben. 1927. augusztus 14-éig vezette a szegedi egyetemen a Közegészségtani Intézetet. Az 1927/28-as tanévre rektorrá választották, de már nem vállalta el, a budapesti Közegészségtani Intézet élére hívták meg tanszékvezető nyilvános rendes tanárnak, s ott működött haláláig.

### Családja
Felesége Alpár Mária (1882–1952) volt, Alpár József és Schuller Katalin lánya, akivel 1899. december 30-án Budapesten, az Erzsébetvárosban kötött házasságot. A feleség esküvői tanúja nagybátyja, Alpár Ignác műépítész volt.
Gyermekei: József, Mária, Katalin, Gusztáva, Piroska, Sándor és László (1912–1970).

## Munkássága
Kutatási területe fokozatosan kiterjedt a higiéné minden területére. Foglalkozott bakteriológiával, szerológiával, járványtannal és fertőtlenítéssel. Vizsgálta a talaj- és vízhigiénét, az alföldi ártézi kutak vizét, a gyógyfürdőket és az ásványvizeket. Nem kerülte el figyelmét az élelmiszer- és élelmezéshigiéné, az iskolahigiéné. Szakterületén külföldön is szerzett tapasztalatokat, 1898–1899-ben Ausztria, Svájc, Olaszország, Anglia, Belgium, Hollandia, Németország voltak tanulmányainak állomáshelyei, 1903-ban Franciaországba, Spanyolországba, Olaszországba, Algírba utazott, 1911-ben újból Németországba, majd Dániába, 1921-ben Hollandiában járt. Sokra becsülte és maga is gyakorolta a higiénés felvilágosító munkát, a tisztiorvosi továbbképzések egyik szervezője volt. Számos tudományos tisztséget és társasági tagságot vállalt annak érdekében, hogy a higiénével kapcsolatos tevékenységét hatékonyabbá tegye.

## Főbb munkái
- Az ivóvíz sterilizálása. Orvosi Hetilap, 1893
- Az egészségtani vizsgálatok módszerei. Budapest : Eggenberger, 1894. 372 p.
- Szobák fertőtlenítése ammonia-gőzökkel. Orvosi Hetilap, 1895
- A teljes vér és vérsavó ingadozásai, különböző ép és kóros viszonyok között. Orvosi Hetilap, 1901
- Serodiagnosis az élelmiszer-vizsgálatban. M. Orv. L., 1902
- Közegészségtan és a fertőző betegségek. 1-2. köt. Kolozsvár, a szerző kiadása, 1910. 860 p.; 354 p.
- A koleráról. Erdélyi Múzeum Egyesület Orvos-Természettudományi Szakosztály.[12] 1914
- Az 1831-iki (első) cholera betörésének története. Kolozsvár, 1915
- Vizsgálatok és eljárások a kanyaró leküzdésére a múltban. Járványtörténelmi tanulmány. Erdélyi Múzeum Egyesület Orvos-Természettudományi Szakosztály 1917
- Közegészségtan és járványtan rövid tankönyve. Szeged : Városi Ny., 1922. 372 p.[13]
- A Nagy Magyar Alföld ártézi kútjai és sziksós tavai. Természettudományi Közlöny, 1923
- Védekezés a pestis ellen az utolsó 5 évben. Budapesti Orvosi Újság, 1923
- Magyarország járványstatisztikája 1878-1920-ig. 1925 (17 kötet)